# سمرقند (مسلسل)
سمرقند هو مسلسل تاريخي يعرض خلال شهر رمضان 2016 من إخراج إياد الخزوز وتأليف محمد البطوش.و يعرض لأول مرة في أول أيام رمضان يعرض على العديد من الشاشات العربية.و المسلسل مبني على رواية الأديب اللبناني أمين معلوف سمرقند.وهو من بطولة نخبة من نجوم الدراما العربية:أمل بوشوشة. يارا صبري. عابد فهد. ميساء مغربي. يوسف الخال.

## قصة المسلسل
تدور أحداث مسلسل«سمرقند» - المستوحى من الأحداث التاريخية لتلك الفترة الزمنية الملتبسة في التاريخ الإسلامي، في قالب تاريخي مشوق ومليئ بالحكايات التاريخية عن السلاطين وعلاقاتهم بالجواري والخدم في الزمن القديم. أزمان وحياة أناس ترسم بيئة الشرق في رواية تجسد حالة تنافر طرفها الأول حلم (عمر الخيام) بمرصد وحديقة وورد مع امرأة وكأس، وطرفها الآخر يمثله سعي من أطراف متعددة إلى الملك والجاه والسلطة وما امتد من ذلك إلى عنف وكراهية وتقتيل أسسها (حسن الصباح) ونفذتها فرقة الحشاشين، أقوى نظام اغتيالات عرفه التاريخ.

## الممثلين والشخصيات
شارك في المسلسل نخبة من نجوم الدراما الأردنية والعربية (لبنان، الجزائر، المغرب، سوريا). والأبطال والشخصيات هم:
| الممثل       | البلد   | الدور والشخصية            |
| ------------ | ------- | ------------------------- |
| عابد فهد     | سوريا   | حسن الصباح                |
| يوسف الخال   | لبنان   | عمر الخيام                |
| ميساء مغربي  | المغرب  | الملكة تركان              |
| أمل بوشوشة   | الجزائر | الجارية نرمين             |
| شيماء سبت    | البحرين |                           |
| عمرو العمري  |         | جرذ السوق                 |
| جريس نحاس    |         | بلال                      |
| رشيد ملحس    | الأردن  | الملك شاه                 |
| عاكف نجم     | الأردن  | الوزير نظام الحكم         |
| علا ياسين    | الأردن  | روعة                      |
| حنان الخضر   | المغرب  | زمردة                     |
| ركين سعد     | الأردن  | الأميرة خاتون أتون        |
| سميرة الأسير | الأردن  | الجارية سحر               |
| محمد المجالي | الأردن  | علي ابن الوزير نظام الحكم |
| يارا صبري    | سوريا   | الملكة زبيدة              |

## انتقادات
لم يسلم المسلسل من بعض الانتقادات التي طالت مخرجه الأردني أياد الخزوز الذي اتهم بـ"أتركة" العمل وتقديم نسخة عربية لحريم السلطان باستنساخ أجواء صراع الجواري في قصور الملوك والحكام التي تعودت المسلسلات التركية على تقديمها، واستند أصحاب هذه الانتقادات على جملة من الملاحظات التي وجهت لبطلة العمل أمل بوشوشة التي اتهمت بإعادة شخصية" هيام" في مسلسل حريم السلطان فيما تم الربط بين دور ميساء مغربي ودور زوجة سليمان القانوني في "حريم السلطان". فريق آخر وجه انتقادات للمرجعيات التاريخية التي استند إليه كاتب النص الدكتور محمد البطوش، خاصة في تقديم شخصية عمر الخيام، حيث أكد أصحاب هذه الانتقادات أن الشخصية لم تكن بتلك التقاطيع التي قدمها المخرج، خاصة وأن المسلسل ذهب إلى حد تقديم عمر الخيام في ثوب "عالم رياضيات" وهذا حسبهم غير ثابت تاريخيا، إضافة إلى الخطأ اللغوي "الفادح" الذي جاء في شارة العمل " الجنيريك" المنتجان بدل المنتجْين وهي الانتقادات التي رد عليها المخرج عبر صفحته على توتير، حيث قال إن منتقديه لا يعرفون التاريخ جيدا لأن "السلاجقة" الذين تحدث عنهم في العمل ينحدرون من الأتراك ومن الطبيعي لدواعي تاريخية أن تسيطر الأجواء التركية على العمل، وأكد في السياق ذاته أن العمل قصة خيالية والعمل ليس مسلسل تاريخي بل هو خليط بين العمل التاريخي والمعاصر، مؤكدا أنه تناول موضوعين أساسيين إدارة الحكم وصناعة الإرهاب، وأضاف المخرج في تصريحات إعلامية أن "سمرقند" جمعت الحياة والموت في وقت واحد، الحياة تمثلت في عمر الخيام وفكره المستنير، والذي يجسد شخصيته النجم يوسف الخال والموت المرتبط بشخصية حسن الصباح مخترع أول فرقة قتل مسلح في التاريخ، والتي يؤديها باقتدار النجم الكبير عابد فهد، ولو اطلعنا على التاريخ سنجد بأن هذه النماذج مستمرة وتتكرر في كل عصر" تأكيدات المخرج على أن القصة خيالية كانت في نظر البعض ضرورية خاصة بعد ظهور صاحب رواية "سمرقند" أمين معلوف على القناة الاسرائلية، الأمر الذي قد يؤثر على شعبية العمل في العالم العربي.

## وصلات خارجية
- سمرقند على موقع IMDb (الإنجليزية)
- سمرقند على موقع قاعدة بيانات الأفلام العربية
- سمرقند على موقع قاعدة بيانات الفيلم (الإنجليزية)

- مسلسل سمرقند موقع تلفزيون أبوظبي نسخة محفوظة 4 يوليو 2017 على موقع واي باك مشين.
- مسلسل سمرقند موقع إم بي سي
- شاهد حلقات مسلسل سمرقند على موقع شاهد. نت